# At-Tajjiba (As-Suwajda)
At-Tajjiba (arab. الطيبة) – miejscowość w Syrii, w muhafazie As-Suwajda. W 2004 roku liczyła 1645 mieszkańców.